# WFV-Pokal 2025/26
Der WFV-Pokal 2025/26 ist die 74. Austragung des Männer-Pokalwettbewerbs durch den Württembergischen Fußballverband. Die ersten drei Runden des Pokalwettbewerbs werden in vier regionalen Gruppen ausgetragen. Ab dem Achtelfinale wird verbandsweit gespielt. Klassentiefere Mannschaften haben Heimrecht.

## Qualifikanten
Teilnahmeberechtigt waren alle Mannschaften des Württembergischen Fußballverbandes, die in der Saison 2025/26 in der 3. Liga, Regionalliga Südwest, Oberliga Baden-Württemberg, Verbandsliga Württemberg oder einer der vier württembergischen Landesligen spielten. Zudem qualifizierte sich je eine Mannschaft über jeden der zwölf Bezirkspokale der Saison 2024/25, an denen Mannschaften, die in der Bezirksliga oder tiefer spielten, teilnahmen. Für den Fall, dass ein Bezirkspokalsieger zugleich in die Landesliga aufstieg, rückte der Pokalfinalist nach.
Teilnehmende Mannschaften:
| Gruppe 1 | Gruppe 2 | Gruppe 3 | Gruppe 4 |
| Regionalliga Südwest SGV Freiberg Fußball SG Sonnenhof Großaspach Oberliga Baden-Württemberg TSG Backnang 1919 FSV 08 Bietigheim-Bissingen FSV Hollenbach Türkspor Neckarsulm Verbandsliga Württemberg Sportfreunde Schwäbisch Hall FSV Waiblingen VfR Heilbronn SV Fellbach Landesliga Württemberg, Staffel 1 TSV Heimerdingen SSV Schwäbisch Hall Sport-Union Neckarsulm TSV Crailsheim FV Löchgau SKV Rutesheim SpVgg Gröningen-Satteldorf TSV Ilshofen TV Oeffingen SV Kaisersbach GSV Pleidelsheim SGM Krumme Ebene am Neckar SG Weinstadt SV Leonberg/Eltingen TSG Öhringen SG Schorndorf Bezirkspokale TASV Hessigheim (Enz/Murr) SV Allmersbach (Rems/Murr/Hall) Spfr Untergriesheim (Franken) | Regionalliga Südwest SV Stuttgarter Kickers Oberliga Baden-Württemberg VfR Aalen 1. FC Normannia Gmünd TSV Essingen 1. Göppinger SV Verbandsliga Württemberg TSG Hofherrnweiler-Unterrombach Sportfreunde Dorfmerkingen TSV Oberensingen TSV Weilimdorf FC Esslingen Calcio Leinfelden-Echterdingen Landesliga Württemberg, Staffel 2 TV Echterdingen GSV Maichingen SC Geislingen TSV Bad Boll SV Waldhausen TSGV Waldstetten MTV Stuttgart VfL Sindelfingen TSV Ehningen SV Böblingen TSV Bernhausen FV Neuhausen FV Sontheim/Brenz TSV Köngen 1. FC Eislingen TSVgg Plattenhardt Bezirkspokale TSV Jahn Büsnau (Stuttgart/Böblingen) SGM Lautern-Essingen (Ostwürttemberg) VfL Kirchheim (Neckar/Fils) | Regionalliga Südwest TSG Balingen Fußball Oberliga Baden-Württemberg SSV Reutlingen 05 Verbandsliga Württemberg FC Holzhausen TSG Tübingen Young Boys Reutlingen FC Rottenburg Landesliga Württemberg, Staffel 3 VfL Pfullingen TSG Balingen Fußball II VfL Nagold FC 07 Albstadt TSV Harthausen/Scher SV Nehren SG Empfingen VfB Bösingen SV Zimmern o.R. SV Seedorf SC 04 Tuttlingen SV Croatia Reutlingen BSV 07 Schwenningen TuS Ergenzingen Spvgg Freudenstadt VfL Mühlheim SSC Tübingen Bezirkspokale SV Winzeln (Schwarzwald/Zollern) TSV Möttlingen (Nordschwarzwald) VfL Pfullingen II (Alb) | 3. Liga SSV Ulm 1846 Oberliga Baden-Württemberg FV Ravensburg Verbandsliga Württemberg SSV Ehingen-Süd TSV Berg VfB Friedrichshafen Landesliga Württemberg, Staffel 4 FC Blaubeuren FC Srbija Ulm FC Wangen 05 FV Bad Schussenried FV Biberach FV Olympia Laupheim FV Rot-Weiß Weiler SC Staig SSG Ulm SV Kressbronn SV Mietingen SV Reinstetten TSV Buch TSV Heimenkirch TSV Neu-Ulm TSV Riedlingen Türkspor Neu-Ulm Bezirkspokale - (Donau/Iller) Spfr Hundersingen (Oberschwaben) TSV Eschach (Bodensee) |

## 1. Runde
Die Auslosung der ersten Runde erfolgte am 2. Juli in der WFV-Geschäftsstelle in Stuttgart, die Auslosung führten Verbands-Spielleiter Matthias Harzer und Niklas Heß vom Pokalpartner DB Regio Baden-Württemberg durch. Die zweite und dritte Runde wurde anschließend per Zufallsgenerator ermittelt.
| Datum           |                            | Ergebnis              |                                 |
| --------------- | -------------------------- | --------------------- | ------------------------------- |
| Gruppe 1        |                            |                       |                                 |
| Fr., 25.07.2025 | TSG Öhringen               | 1:3                   | Türkspor Neckarsulm             |
| Fr., 25.07.2025 | SG Schorndorf              | 4:0                   | SGM Krumme Ebene am Neckar      |
| Fr., 25.07.2025 | FSV Waiblingen             | 0:2                   | TSG Backnang                    |
| Sa., 26.07.2025 | Spfr Untergriesheim        | 1:5                   | SpVgg Gröningen-Satteldorf      |
| Sa., 26.07.2025 | TSV Crailsheim             | 1:0                   | SV Fellbach                     |
| Sa., 26.07.2025 | SV Allmersbach             | 2:5                   | SKV Rutesheim                   |
| Sa., 26.07.2025 | SV Kaisersbach             | 1:3                   | Sportfreunde Schwäbisch Hall    |
| Sa., 26.07.2025 | Sport-Union Neckarsulm     | 2:3                   | SSV Schwäbisch Hall             |
| Sa., 26.07.2025 | TSV Heimerdingen           | 1:2                   | FSV Hollenbach                  |
| So., 27.07.2025 | SV Leonberg/Eltingen       | 0:4                   | TV Oeffingen                    |
| So., 27.07.2025 | TASV Hessigheim            | 0:2                   | FV Löchgau                      |
| So., 27.07.2025 | SG Weinstadt               | 1:5                   | VfR Heilbronn                   |
| Mi., 30.07.2025 | TSV Ilshofen               | 0:7                   | FSV 08 Bietigheim-Bissingen     |
| Gruppe 2        |                            |                       |                                 |
| Do., 24.07.2025 | TSV Essingen               | 3:0                   | TSV Oberensingen                |
| Do., 24.07.2025 | FV Sontheim/Brenz          | 0:3                   | SV Waldhausen                   |
| Fr., 25.07.2025 | TSV Köngen                 | 0:4                   | 1. Göppinger SV                 |
| Sa., 26.07.2025 | TSV Jahn Büsnau            | 1:2                   | GSV Maichingen                  |
| Sa., 26.07.2025 | MTV Stuttgart              | 0:5                   | TSGV Waldstetten                |
| Sa., 26.07.2025 | TSV Bad Boll               | 3:1                   | TSVgg Plattenhardt              |
| Sa., 26.07.2025 | Sportfreunde Dorfmerkingen | 1:2                   | 1. FC Normannia Gmünd           |
| Sa., 26.07.2025 | SGM Lautern-Essingen       | 3:3 n. V. (5:6 i. E.) | TSV Weilimdorf                  |
| Sa., 26.07.2025 | VfL Kirchheim              | 1:4                   | FV Neuhausen                    |
| Sa., 26.07.2025 | TV Echterdingen            | 2:4                   | TSV Bernhausen                  |
| Sa., 26.07.2025 | FC Esslingen               | 0:2                   | VfR Aalen                       |
| Sa., 26.07.2025 | 1. FC Eislingen            | 0:2                   | TSG Hofherrnweiler-Unterrombach |
| So., 27.07.2025 | SV Böblingen               | 4:4 n. V. (3:5 i. E.) | SC Geislingen                   |
| So., 27.07.2025 | VfL Sindelfingen           | 1:2                   | Calcio Leinfelden-Echterdingen  |
| Gruppe 3        |                            |                       |                                 |
| Do., 24.07.2025 | VfL Pfullingen II          | 1:5                   | SSV Reutlingen 05               |
| Fr., 25.07.2025 | Spvgg Freudenstadt         | 1:8                   | Young Boys Reutlingen           |
| Fr., 25.07.2025 | BSV 07 Schwenningen        | 1:5                   | SG Empfingen                    |
| Sa., 26.07.2025 | FC Holzhausen              | 4:0                   | TSG Tübingen                    |
| Sa., 26.07.2025 | SC 04 Tuttlingen           | 0:1 n. V.             | FC Rottenburg                   |
| Sa., 26.07.2025 | SV Winzeln                 | 0:3                   | SV Nehren                       |
| Sa., 26.07.2025 | TSV Möttlingen             | 1:2                   | SV Croatia Reutlingen           |
| Sa., 26.07.2025 | SSC Tübingen               | 2:3                   | TSG Balingen Fußball II         |
| So., 27.07.2025 | SV Seedorf                 | 1:0                   | TuS Ergenzingen                 |
| Di., 29.07.2025 | VfL Nagold                 | 6:0                   | TSV Harthausen/Scher            |
| Gruppe 4        |                            |                       |                                 |
| Fr., 25.07.2025 | SC Staig                   | 0:1                   | Türkspor Neu-Ulm                |
| Sa., 26.07.2025 | TSV Riedlingen             | 1:7                   | FV Ravensburg                   |
| Sa., 26.07.2025 | FV Olympia Laupheim        | 0:2                   | FC Srbija Ulm                   |
| Sa., 26.07.2025 | FC Wangen 05               | 1:3                   | TSV Berg                        |
| Sa., 26.07.2025 | SSG Ulm                    | 3:2 n. V.             | FV Biberach                     |
| Sa., 26.07.2025 | Spfr Hundersingen          | 2:4                   | TSV Buch                        |
| So., 27.07.2025 | SV Reinstetten             | 0:6                   | VfB Friedrichshafen             |
| So., 27.07.2025 | TSV Heimenkirch            | 2:1                   | TSV Neu-Ulm                     |

Freilose:
- SGV Freiberg Fußball, SG Sonnenhof Großaspach, GSV Pleidelsheim (Gruppe 1)
- Stuttgarter Kickers, TSV Ehningen (Gruppe 2)
- TSG Balingen Fußball, VfB Bösingen, VfL Pfullingen, VfL Mühlheim, FC 07 Albstadt, SV Zimmern o.R. (Gruppe 3)
- SSV Ulm 1846, FC Blaubeuren, SV Mietingen, SV Kressbronn, TSV Eschach, FV Bad Schussenried, FV Rot-Weiß Weiler, SSV Ehingen-Süd (Gruppe 4)

## 2. Runde
| Datum           |                              | Ergebnis  |                                 |
| --------------- | ---------------------------- | --------- | ------------------------------- |
| Gruppe 1        |                              |           |                                 |
| Sa., 26.07.2025 | GSV Pleidelsheim             | 0:8       | SG Sonnenhof Großaspach         |
| Mi., 30.07.2025 | TSV Crailsheim               | 0:2       | FSV Hollenbach                  |
| Mi., 30.07.2025 | Sportfreunde Schwäbisch Hall | 0:4       | Türkspor Neckarsulm             |
| Mi., 30.07.2025 | SSV Schwäbisch Hall          | 3:5       | TSG Backnang                    |
| Sa., 02.08.2025 | SG Schorndorf                | 6:3       | SpVgg Gröningen-Satteldorf      |
| Sa., 02.08.2025 | TV Oeffingen                 | 4:2       | SKV Rutesheim                   |
| Di., 05.08.2025 | VfR Heilbronn                | 0:4       | SGV Freiberg Fußball            |
| Mi., 06.08.2025 | FV Löchgau                   | 1:2 n. V. | FSV 08 Bietigheim-Bissingen     |
| Gruppe 2        |                              |           |                                 |
| Di., 29.07.2025 | TSV Ehningen                 | 2:4       | 1. FC Normannia Gmünd           |
| Di., 29.07.2025 | 1. Göppinger SV              | 0:2       | SV Stuttgarter Kickers          |
| Mi., 30.07.2025 | SC Geislingen                | 1:3       | VfR Aalen                       |
| Mi., 30.07.2025 | TSV Weilimdorf               | 4:2       | TSV Essingen                    |
| Fr., 01.08.2025 | TSV Bernhausen               | 4:0       | GSV Maichingen                  |
| Sa., 02.08.2025 | TSV Bad Boll                 | 0:1 n. V. | Calcio Leinfelden-Echterdingen  |
| Sa., 02.08.2025 | FV Neuhausen                 | 3:0       | SV Waldhausen                   |
| Mo., 04.08.2025 | TSGV Waldstetten             | 0:2       | TSG Hofherrnweiler-Unterrombach |
| Gruppe 3        |                              |           |                                 |
| Di., 29.07.2025 | SV Zimmern o.R.              | 1:4       | SSV Reutlingen 05               |
| Mi., 30.07.2025 | SV Nehren                    | 0:2       | TSG Balingen Fußball            |
| Sa., 02.08.2025 | VfL Mühlheim                 | 2:3       | FC Rottenburg                   |
| Sa., 02.08.2025 | VfL Pfullingen               | 2:0       | SV Seedorf                      |
| Sa., 02.08.2025 | VfB Bösingen                 | 4:3       | FC 07 Albstadt                  |
| Sa., 02.08.2025 | SG Empfingen                 | 1:5       | FC Holzhausen                   |
| Sa., 02.08.2025 | SV Croatia Reutlingen        | 1:3       | Young Boys Reutlingen           |
| Sa., 02.08.2025 | VfL Nagold                   | 2:0       | TSG Balingen Fußball II         |
| Gruppe 4        |                              |           |                                 |
| Mi., 23.07.2025 | SV Mietingen                 | 0:3       | SSV Ulm 1846                    |
| Mi., 30.07.2025 | SSV Ehingen-Süd              | 0:2       | FV Ravensburg                   |
| Sa., 02.08.2025 | TSV Berg                     | 2:1       | VfB Friedrichshafen             |
| Sa., 02.08.2025 | TSV Heimenkirch              | 3:1       | Türk Spor Neu-Ulm               |
| Sa., 02.08.2025 | FV Rot-Weiß Weiler           | 3:0       | FC Srbija Ulm                   |
| So., 03.08.2025 | FV Bad Schussenried          | 1:3       | FC Blaubeuren                   |
| So., 03.08.2025 | TSV Eschach                  | 2:1       | TSV Buch                        |
| Mi., 06.08.2025 | SV Kressbronn                | 2:1       | SSG Ulm                         |

## 3. Runde
| Datum           |                             | Ergebnis              |                                 |
| --------------- | --------------------------- | --------------------- | ------------------------------- |
| Gruppe 1        |                             |                       |                                 |
| Mi., 13.08.2025 | FSV Hollenbach              | 3:4                   | SGV Freiberg Fußball            |
| Mi., 13.08.2025 | SG Schorndorf               | 3:2                   | Türkspor Neckarsulm             |
| Mi., 13.08.2025 | TV Oeffingen                | 0:3                   | TSG Backnang                    |
| Mi., 27.08.2025 | FSV 08 Bietigheim-Bissingen | :                     | SG Sonnenhof Großaspach         |
| Gruppe 2        |                             |                       |                                 |
| Di., 12.08.2025 | TSV Bernhausen              | 5:1                   | TSG Hofherrnweiler-Unterrombach |
| Mi., 13.08.2025 | FV Neuhausen                | 1:2                   | 1. FC Normannia Gmünd           |
| Mi., 13.08.2025 | VfR Aalen                   | 0:2                   | SV Stuttgarter Kickers          |
| Mi., 13.08.2025 | TSV Weilimdorf              | 1:0                   | Calcio Leinfelden-Echterdingen  |
| Gruppe 3        |                             |                       |                                 |
| Mi., 13.08.2025 | VfL Pfullingen              | 1:1 n. V. (6:5 i. E.) | SSV Reutlingen 05               |
| Mi., 13.08.2025 | Young Boys Reutlingen       | 2:4                   | TSG Balingen Fußball            |
| Mi., 13.08.2025 | VfL Nagold                  | 0:3                   | FC Holzhausen                   |
| Mi., 13.08.2025 | VfB Bösingen                | 2:1                   | FC Rottenburg                   |
| Gruppe 4        |                             |                       |                                 |
| Mi., 13.08.2025 | SV Kressbronn               | 1:2                   | FV Ravensburg                   |
| Mi., 13.08.2025 | TSV Heimenkirch             | 1:5                   | TSV Berg                        |
| Mi., 13.08.2025 | FV Rot-Weiß Weiler          | 2:0                   | FC Blaubeuren                   |
| Mi, 27.08.2025  | TSV Eschach                 | :                     | SSV Ulm 1846                    |

## Achtelfinale
Die Auslosung des Achtelfinals fand am 17. August 2025 im Vereinsheim des VfB Bösingen statt. Die Lose zog ein A-Jugendspieler des Klubs.
| Datum           |                          | Ergebnis |                                                     |
| --------------- | ------------------------ | -------- | --------------------------------------------------- |
| Di., 26.08.2025 | TSV Berg                 | :        | 1. FC Normannia Gmünd                               |
| Mi., 27.08.2025 | SG Schorndorf            | :        | FV Ravensburg                                       |
| Mi., 03.09.2025 | FC Holzhausen            | :        | TSG Balingen Fußball                                |
| Mi., 03.09.2025 | FV Rot-Weiß Weiler       | :        | SGV Freiberg Fußball                                |
| Mi., 03.09.2025 | TSV Eschach/SSV Ulm 1846 | :        | VfL Pfullingen                                      |
| Mi., 03.09.2025 | TSV Bernhausen           | :        | FSV 08 Bietigheim-Bissingen/SG Sonnenhof Großaspach |
| Mi., 03.09.2025 | TSV Weilimdorf           | :        | SV Stuttgarter Kickers                              |
| Mi., 01.10.2025 | VfB Bösingen             | :        | TSG Backnang                                        |